# Victory Motor Company
Victory Motor Company war ein US-amerikanischer Hersteller von Automobilen. Andere Quellen verwenden die Firmierung Victory Motor Car Company.

## Unternehmensgeschichte
Das Unternehmen wurde 1920 in Boston in Massachusetts gegründet. Im gleichen Jahr begann die Produktion von Automobilen. Der Markenname lautete Victory. Anfang 1920 wurden Fahrzeuge auf der Boston Automobile Show präsentiert. 1921 endete die Produktion.

## Fahrzeuge
Die Fahrzeuge basierten auf dem Ford Modell T. Der originale Vierzylindermotor wurde mit OHV-Ventilsteuerung ausgestattet und leistete 40 PS. Außerdem wurde ein gewöhnliches Dreiganggetriebe verwendet. Der Radstand des Fahrgestells wurde je nach Quelle auf 292 cm oder 305 cm verlängert. Zur Wahl standen Roadster mit zwei Sitzen und Brougham mit vier Sitzen.